# 경운초등학교
경운초등학교(慶雲初等學校, Gimhae Kyungwoon Elementary School)는 대한민국 경상남도 김해시 우암로 73번길 8(내동 1098)에 위치한 학교이며, 20학급, 472명의 학생이 재학 중이다.

## 연혁
| 연혁일     | 연혁내용                                        |
| ---------- | ----------------------------------------------- |
| 2024.03.01 | 제12대 김명숙 교장 부임                         |
| 2023.12.28 | 제28회 졸업식(111명 졸업,총졸업생5852명)        |
| 2023.02.10 | 제27회 졸업식(85명 졸업,총졸업생5741명)         |
| 2022.03.01 | 제11대 최영숙 교장 부임                         |
| 2022.02.15 | 제26회 졸업식(84명 졸업,총졸업생5656명)         |
| 2021.01.18 | 제25회 졸업식(114명 졸업,총졸업생5572명)        |
| 2020.09.01 | 제10대 권지은 교장 부임                         |
| 2020.02.14 | 제24회 졸업식(121명졸업,총졸업생5458명)         |
| 2019.03.01 | 제9대 신상국 교장 부임                          |
| 2019.02.15 | 제23회 졸업식(107명 졸업,총졸업생5337명)        |
| 2018.02.14 | 제22회 졸업식(114명 졸업,총졸업생5230명)        |
| 2017.09.26 | 다목적강당(경운관) 개관                         |
| 2017.02.17 | 제21회 졸업식(107명 졸업)                       |
| 2016.09.01 | 제8대 박형자 교장 부임                          |
| 2016.02.17 | 제20회 졸업식(127명 졸업)                       |
| 2015.02.13 | 제19회 졸업식(156명 졸업)                       |
| 2014.03.01 | 경상남도교육청 지정 독서교육 연구학교 운영      |
| 2014.03.01 | 제7대 안용균 교장 부임                          |
| 2014.02.20 | 제18회 졸업식(192명 졸업)                       |
| 2013.02.20 | 제17회 졸업식(236명 졸업)                       |
| 2012.02.18 | 제16회 졸업식(226명 졸업)                       |
| 2011.02.18 | 제15회 졸업식(285명 졸업)                       |
| 2010.09.01 | 제6대 김용두 교장 부임                          |
| 2010.03.01 | 영재학급 1개반 개설.운영                        |
| 2010.03.01 | 김해시 지정「아토피.천식」안심 도시형 시범 운영 |
| 2010.02.18 | 제14회 졸업식(265명 졸업)                       |
| 2009.02.18 | 제13회 졸업식(305명 졸업)                       |
| 2008.02.19 | 제12회 졸업식(332명 졸업)                       |
| 2007.03.01 | 김해교육청지정 논술교육 시 시범학교 운영        |
| 2007.02.15 | 제11회 졸업식(321명 졸업)                       |
| 2006.03.01 | 제5대 박점준 교장 부임                          |
| 2006.02.15 | 제10회 졸업식(326명 졸업)                       |
| 2005.10.18 | 경운도서관 개관                                 |
| 2005.03.01 | 제4대 이창식 교장 부임                          |
| 2005.02.17 | 제9회 졸업식(347명 졸업)                        |
| 2004.10.19 | 도교육청지정 학교경영연구학교 보고(2차)         |
| 2004.02.20 | 제8회 졸업식(356명 졸업)                        |
| 2003.10.24 | 도교육청지정 학교책임경영연구학교 보고(1차)     |
| 2003.03.01 | 도교육청지정 학교책임경영연구학교(2년간)        |
| 2003.02.16 | 제7회 졸업식(300명 졸업)                        |
| 2002.03.01 | 제3대 조갑래 교장 부임                          |
| 2002.02.21 | 제6회 졸업식(227명 졸업)                        |
| 2001.09.01 | 교실 증축공사 준공(교실10, 다목적실3.5)         |
| 2001.02.20 | 제5회 졸업식(238명 졸업)                        |
| 2000.03.01 | 제2대 정준표 교장 부임                          |
| 2000.02.18 | 제4회 졸업식(248명 졸업)                        |
| 1999.06.18 | 교육부지정 인성교육 자율시범학교 보고           |
| 1999.02.13 | 제3회 졸업식(233명 졸업)                        |
| 1998.03.01 | 교육부지정 인성교육 자율시범학교 운영(2년간)    |
| 1998.02.19 | 제2회 졸업식(212명 졸업)                        |
| 1997.03.05 | 경운초등학교 병설유치원 개원일                  |
| 1997.02.19 | 제1회 졸업식(77명 졸업)                         |
| 1996.12.10 | 경운초등학교 병설유치원 설립인가                |
| 1996.10.21 | 개교기념 축제                                   |
| 1996.09.01 | 개교                                            |
| 1996.09.01 | 초대 권대현 교장 부임                           |
| 1996.02.05 | 경운초등학교 설립인가                           |

## 학교 현황
- 학생수 = 472명 (2024년 기준)
- 교직원수 = 총 60명 (2024년 기준)

## 학급 수
- 1학년: 2학급
- 2학년: 3학급
- 3학년: 3학급
- 4학년: 4학급
- 5학년: 4학급
- 6학년: 5학급(이지만 쓰고 있는 학급 4학급)